# Abelardo Pardo Lezameta (distrito)
Abelardo Pardo Lezameta é um distrito peruano localizado na Província de Bolognesi, departamento Ancash. Sua capital é a cidade de Llaclla.

## Transporte
O distrito de Abelardo Pardo Lezameta não é servido pelo sistema de estradas terrestres do Peru.